# Philippe Scrive
Philippe Scrive est un sculpteur franco-canadien vivant en France, à Fontenay-aux-Roses depuis 1958.

## Biographie
Né le 17 août 1927 à Ville-Marie, Témiscamingue, Québec, Canada.
De 1944 à 1946, il suit des cours aux Beaux-arts de Québec.
Il poursuit à l'École nationale supérieure des Beaux-arts de Paris jusqu'en 1952 et s'installe définitivement à Paris.
En 1968, il obtient une bourse du Conseil des arts du Canada qui lui permet de faire des voyages d'études en Grèce, en Espagne et aux États-Unis.
Il est lauréat de différents Prix de sculpture, dont celui du Monument aux étudiants résistants  et prix des Vikings en 1952, le Prix de la Jeune sculpture en 1972 et le Prix et réalisation de la fontaine monumentale de Montreuil sous bois en 1975.
En 2008, le Prix de l'Académie des Beaux-Arts lui est décerné.
Philippe Scrive vient de la région du Témiscamingue, à l'ouest du Québec. La forêt, le travail des bûcherons, le transport des billes de bois ont marqué son enfance. La verticalité totémique qui, souvent, se retrouve dans son œuvre exprime la mémoire de ce passé.
Ses rencontres avec Brancusi, Richard Neutra, Le Corbusier et Frank Lloyd Wright ont influencé son itinéraire artistique.

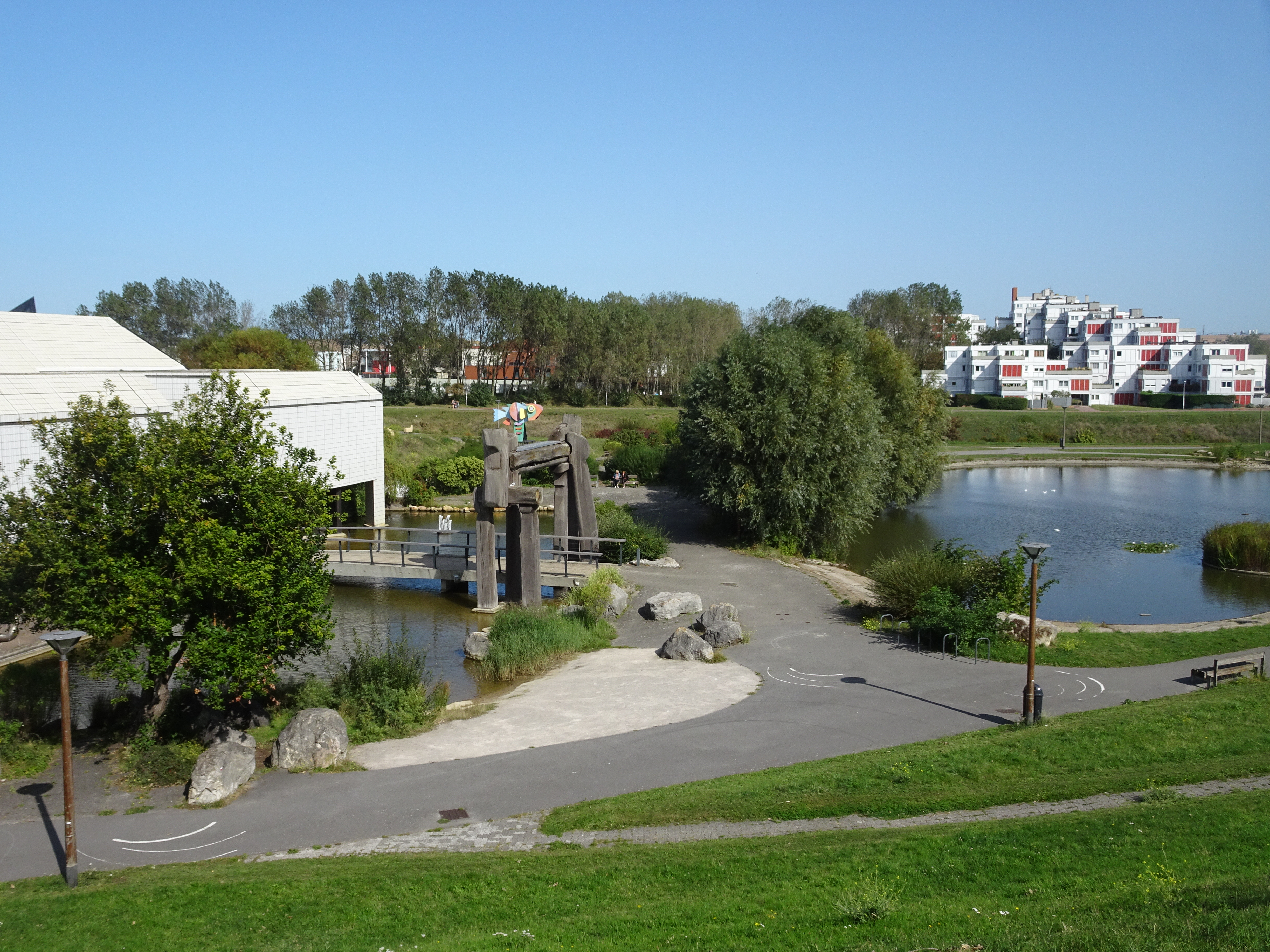
Vue du portique réalisé par Philippe Scrive, LAAC Lieu d’Art et Action Contemporaine, Dunkerque

Le portique qu'il érige devant le Musée d'art contemporain de Dunkerque témoigne de cette volonté d'inscrire de façon durable le geste artistique au sein de la cité.

## Quelques œuvres
- La Ronde, 1963[4]

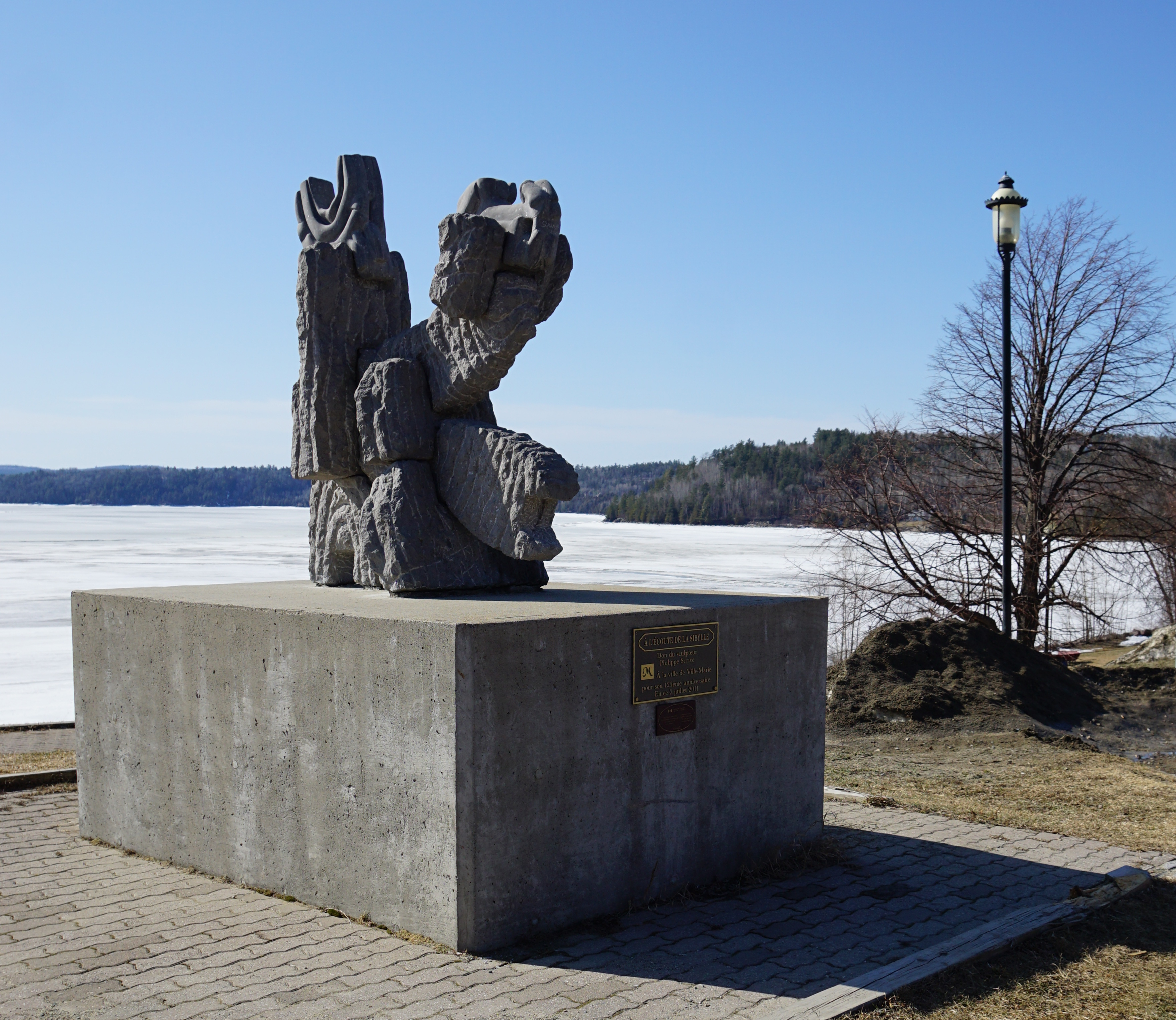
«À l'écoute de la Sibylle» inaugurée à Ville-Marie le 2 juillet 2011 dans le cadre du 125e anniversaire de la ville.

- «À l'écoute de la Sibylle»  inaugurée à Ville-Marie le 2 juillet 2011 dans le cadre du 125e anniversaire de la ville. Sans titre, 1966, sculpture éphémère, Symposium international de sculpture de Québec[5]
- Portes ouvertes, 1966, Musée national des beaux-arts du Québec[6]
- Mur décoratif pour un jardin d'enfants, les Oiseaux, Fontenay-sous-Bois.
- Sculpture en lave émaillée pour pignon de bâtiment et façade vivante, Montereau.
- Sculpture en fer soudé et cuivrée, Orléans.
- Motif décoratif en lave émaillée, structure végétale, Pont-sur-Sambre.
- Sculptures murales pour une entrée d'immeuble, Yerres.